# Johannes Linthorst Homan
Johannes (Hans) Linthorst Homan (ur. 17 lutego 1903 w Rotterdamie, zm. 6 listopada 1986 w Rzymie) – holenderski polityk, prawnik i dyplomata, w latach 1962–1967 członek Wysokiej Władzy Europejskiej Wspólnoty Węgla i Stali, stały przedstawiciel przy Wspólnotach Europejskich, działacz Unii Niderlandzkiej podczas II wojny światowej.

## Życiorys
Syn polityka i komisarza prowincji Groningen Jana Linthorsta Homana, wnuk ministra wojny Henriego Staala. W 1926 ukończył studia prawnicze na Uniwersytecie w Lejdzie, w 1934 obronił doktorat na tej uczelni. Pomiędzy 1926 a 1932 praktykował jako adwokat. Następnie w 1932 został burmistrzem Vledder i radnym prowincji Drenthe z ramienia Liberalnej Partii Państwowej (później Ligi Wolności, protoplastki Partii Ludowej na rzecz Wolności i Demokracji). W 1937 został komisarzem Królowej w prowincji Groningen (od 1940 pod nazwą komisarz prowincji), zajmował stanowisko do 1941. Podczas II wojny światowej wraz z Janem de Quayem i Louisem Einthovenem był jednym z przywódców masowej organizacji politycznej Unia Niderlandzka (Nederlandsche Unie), zrzeszającej ok. 600 tysięcy Holendrów. Uchodził za najbardziej proniemieckiego członka jej władz, co wzbudzało kontrowersje w kolejnych latach, a organizacji nie uchroniło od likwidacji w grudniu 1941. Od lipca 1942 do kwietnia 1944 osadzony w obozie jenieckim w Sint-Michielsgestel, później działał w podziemnych środowiskach opozycyjnych w Groningen.
Po wojnie początkowo administracja wojskowa odmawiała mu obejmowania urzędów ze względu na działania podczas II wojny światowej, jednak w 1947 został retroaktywnie honorowo zwolniony ze służby cywilnej. Podjął działania na rzecz federalnej Europy, został działaczem Ruchu Europejskiego. Kierował krajowym komitetem ds. planowania przestrzennego, a od 1951 do 1959 przewodniczył Holenderskiemu Komitetowi Olimpijskiemu, podczas jego kadencji państwo zbojkotowało Letnie Igrzyska Olimpijskie 1956 ze względu na radziecką inwazję na Węgry. W 1952 został dyrektorem ds. integracji w ramach dyrekcji generalnej handlu zagranicznego, był szefem holenderskiej delegacji na konferencję negocjującą traktaty rzymskie. W latach 1958–1962 stały przedstawiciel przy Wspólnotach Europejskich. Od 15 grudnia 1962 do likwidacji 8 lipca 1967 członek Wysokiej Władzy Europejskiej Wspólnoty Węgla i Stali, odpowiadał m.in. za konkurencję. W 1968 objął fotel reprezentanta Wspólnot Europejskich w Wielkiej Brytanii, zajmował go do 1971. Opublikował ponadto kilka książek i liczne artykuły.
Dwukrotnie żonaty. Jego imieniem nazwano polder Linthorst Homanpolder.

## Odznaczenia
Odznaczony m.in. Orderem Lwa Niderlandzkiego III klasy (1939).